# Villa Vannucchi

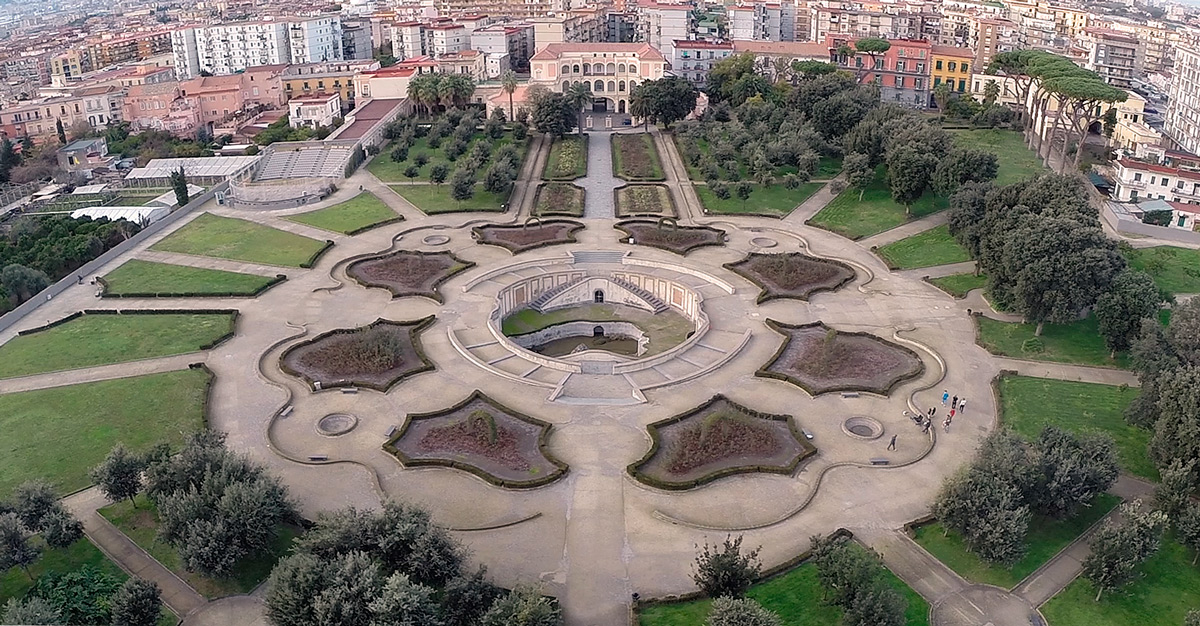
Villa Vannucchi in San Giorgio a Cremano: Luftbild

Die Villa Vannucchi ist eine Villa aus dem 18. Jahrhundert in San Giorgio a Cremano in der italienischen Region Kampanien. Sie liegt im Bereich der Miglio d’oro, am Corso Roma, 47, und in der Via Cavalli di Bronzo, 13.

## Geschichte
Die Villa ließ Giacomo d’Aquino, VII. Herzog von Caramanico, (neapolitanischer Patrizier und Kammerherr des Königs beider Sizilien, Karl III. von Spanien) erbauen. Der Herzog kaufte 1755 einige Grundstücke von den Nachfahren von Giovanni Battista Imparato. Diese Immobilie bestand aus zwei Gebäudekomplexen (einem palastartiges Haus sowie einen Landhaus im römischen Stil) mit einem Landgut von 14 Mütt (etwa 47.108,04 m²) mit Wald.
1851 wurde die Villa an den Grafen Carlo van den Heuvel verkauft und 1912 an die Familie Vannucchi.
Das Gebäude wurde beim Erdbeben von 1980 schwer beschädigt, so dass der Bau zahlreicher Lehrgerüste für die Bögen des gesamten Hauses notwendig wurde. In dieser Zeit wurde ein Teil der Gärten widerrechtlich besetzt und für den Gemüseanbau genutzt. Dann kaufte die Gemeinde San Giorgio a Cremano das Anwesen und unterzog es lang andauernden Restaurierungsarbeiten, die 2006 abgeschlossen wurden. Drei Jahre später wurde auch die Neuanlage des Parks beendet. Inspiriert durch eine Landkarte aus dem 18. Jahrhundert, konnte der alte Glanz des Parkes wiederhergestellt werden.
Außer als Ort für kulturelle Veranstaltungen ist die Villa für die Anfangsszenen des italienischen Spielfilms Ricomoncio da tre bekannt, in dem Lello Arena laut nach Massimo Troisi ruft.

## Beschreibung

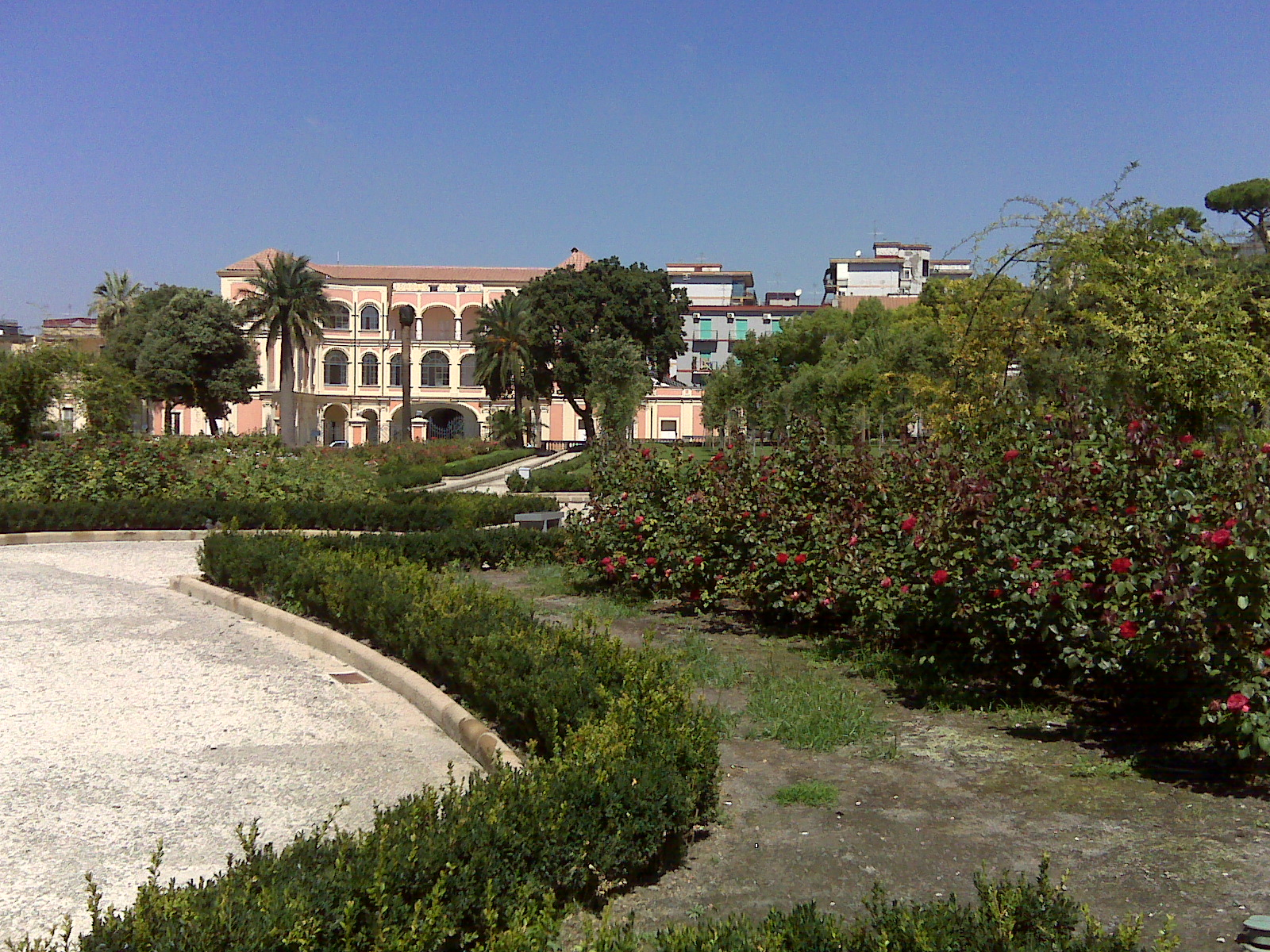
Villa Vannucchi vom Park aus

Das Haus ist eines der imposantesten in der Gegend um den Vesuv, wie die von Antonio Donnamaria geschaffene Fassade zeigt, die im Wechsel mit den korinthischen Lisenen jeweils zwei übereinander liegende Balkone, versehen mit Geländern aus Schmiedeeisen und gerundeten Tympana, die ohne Verzierungen vor den Fenstern des Piano nobile sitzen, besitzt. Das architektonische Projekt des Wohnhauses komplettieren die Kapelle, die der Maria der unbefleckten Empfängnis geweiht ist, eine Sakristei, ein Musiksaal und die ehemaligen Stallungen, die zu einem Theater umgebaut wurden.
Mit dem Projekt für die neue Villa wurde Antonio Donnamaria, ein Architekt und Schüler Domenico Antonio Vaccaro, der die Fassade zur Straße mit einer rhythmischen Partitur von Lisenen in Kolossalordnung aus Stuck schuf. Die Innenräume sind durch Stuckverzierungen im Stile des Rokoko gekennzeichnet.
Die Rückfassade, die zum großartigen italienischen Garten zeigt, den Pompeo Schiantarelli 1783 schuf, ist aus einer Reihe von Arkaden, Loggien und Vorhallen zusammengesetzt.
Der italienische Garten von Schiantarelli, dessen Größe der des Waldes von Portici entspricht, ist, wie man auch im Plan von Carafa nachlesen kann, durch eine lange Allee gekennzeichnet, die von einem Exedraflügel an der Rückwand des Innenhofes ausgeht und bis zu einem monumentalen Springbrunnen in der Mitte reicht, der aus vier seitlichen Becken besteht, die symmetrisch und diagonal angeordnet sind. Von dieser Allee aus zweigen strahlenförmig 14 weitere Alleen ab, die den Garten bis zu den Grundstücksgrenzen vollständig durchschneiden. In dem Garten wachsen auch heute noch Kampferbäume, Kiefern, Steineichen, Palmen, Magnolien, Datteln, Zitronen, Mimosen und Aprikosen.
Die Villa, die auch „Villa und Sommerfrische der D’Aquinos, genannt von Caramanico“ genannt wird, wurde zu einem Mittelpunkt für  den neapolitanischen Adel zur Zeit von Joachim Murat. Gerade in dieser Zeit erreichte das Haus seinen höchsten Glanz dank der Feste und Empfänge, die der Herzog von Aquino seinen Gästen unter Leitung seiner Gattin Teresa Lembo bot.

## Bemerkenswertes
Man erzählt sich, dass, als Joachim Murat in der Villa zu Gast war, dieser ein so großes Gefolge mitbrachte, dass das Fest, das die D’Aquinos zu seinen Ehren gaben, stark überfüllt war. „Als Joachim Murat hierher kam, - so liest man in zeitgenössischen Dokumenten – war klar, dass er nicht alleine kommen würde, aber die Zahl derer, die eingeladen waren, war so überwältigend, dass man es ein ganzes Volk nennen konnte. Eis und Erfrischungen bei dieser Gelegenheit wurden in so großer Zahl verteilt, dass es ein großer ‚Braus‘ war.“